# Ochrosia citrodora
Ochrosia citrodora är en oleanderväxtart som beskrevs av Karl Moritz Schumann och Lauterb.. Ochrosia citrodora ingår i släktet Ochrosia och familjen oleanderväxter. Inga underarter finns listade i Catalogue of Life.